# Vulturnum
Vulturnum est la première ville  possession des Étrusques au VIe siècle av. J.-C.  en Campanie avec Nola.
Elle devient  la Capua des Samnites après leur défaite vers 424 av. J.-C., puis est conquise par Hannibal en  215 av. J.-C.  puis romaine définitivement en 211 av. J.-C.
Le vestige archéologique le plus fameux de la ville en est la Tabula Capuana, un calendrier étrusque rituel.